# Hemerophis socotrae
Espèce
Synonymes
- Zamenis socotrae Günther, 1881

Statut de conservation UICN

 NT  : Quasi menacé
Hemerophis socotrae est une espèce de serpents de la famille des Colubridae.

## Répartition
Cette espèce est endémique de l'archipel de Socotra au Yémen. Elle se rencontre sur les îles de Socotra, Darsah et Samhah.

## Description
Dans sa description Günther indique que le plus grand spécimen en sa possession mesure 82 cm dont 22 cm pour la queue. La partie antérieure de son dos est rose et présente des bandes transversales olives bordées de noir d'une largeur équivalente à l'espace qui les sépare. Au milieu de son dos les espaces entre les bandes sont moins distincts et tacheté de noir, quant à la queue elle est presque uniformément olive. Sa face ventrale est blanc rosâtre.

## Étymologie
Cette espèce est nommée en référence au lieu de sa découverte, l'archipel de Socotra.

## Publication originale
- Günther, 1881 : Descriptions of the amphisbaenians and ophidians collected by Prof. J.B. Balfour in the Island of Socotra. Proceedings of the Zoological Society of London, vol. 1881, p. 461-463 (texte intégral).